# Локтево (Тверская область)
Локтево — деревня в Спировском районе Тверской области.

## География
Находится в центральной части Тверской области на расстоянии приблизительно 6 км на запад-северо-запад по прямой от районного центра поселка Спирово на левом берегу Тверцы.

## История
Деревня была отмечена ещё на карте 1825 года. В 1859 году здесь (деревня Вышневолоцкого уезда) было учтено 13 дворов. До 2021 года входила в состав Выдропужского сельского поселения Спировского района до его упразднения.

## Население
Численность населения: 83 человека (1859 год), 0 в 2002 году, 6 в 2010.